# 巴彦套海农场
巴彦套海农场，是中国内蒙古自治区巴彦淖尔市磴口县下辖的一个乡镇级行政单位。

## 行政区划
巴彦套海农场共辖以下地区：
一分场村、二分场村、三分场村、四分场村、五分场村、六分场村、机械生产队、九分场村。